# Ferrari F2002
Chronologie des modèles (2002 - 2003)
Ferrari F2001 Ferrari F2003-GA
La Ferrari F2002 est une monoplace de Formule 1 engagée par la Scuderia Ferrari dans le cadre du championnat du monde 2002. Avec la F2001, elle permet à Michael Schumacher et à l'écurie de conserver les titres mondiaux des pilotes et des constructeurs. En 2002, le pilote allemand et son coéquipier brésilien, Rubens Barrichello, effectuent leurs septième et troisième années au sein de Ferrari. Ce châssis est également engagé lors des quatre premiers Grands Prix de la saison 2003.

## Historique
Après une saison 2001 où Ferrari et Schumacher remportent les deux titres mondiaux, les stratèges de l'écurie de Maranello décident de commencer la saison 2002 avec la Ferrari F2001, de façon à n'engager la nouvelle F2002 que lorsqu'elle sera parfaitement fiable.
À Imola, les deux pilotes Ferrari disposent de la nouvelle voiture et les pilotes Ferrari signant un doublé. Schumacher s'impose en Espagne, tandis que Barrichello ne peut pas prendre le départ sur défaillance électronique. Les problèmes techniques s'acharnent d'ailleurs cette saison sur la F2002 du numéro 2. Lorsque le Brésilien est devant son leader, comme en Autriche (pole, meilleur tour en course et course en tête) les dirigeants de l'équipe lui intiment l'ordre de laisser passer son coéquipier.
Durant cette saison, seules deux courses échappent aux pilotes Ferrari et Schumacher est sacré champion dès le onzième Grand Prix de la saison, en France.
En 2003, l'engagement de la F2002, invincible cinq mois plus tôt, se solde par un bilan en demi-teinte. Ferrari réalise son plus mauvais début de saison depuis 1996 avec une seule victoire en quatre Grands Prix et trois abandons en huit départs. L'entrée en lice de la Ferrari F2003-GA se fait attendre, la stratégie de l'engagement tardif de la nouvelle voiture lors d'une saison procurant de moins en moins de résultats, comme le montrera 2005.

## Résultats en championnat du monde de Formule 1

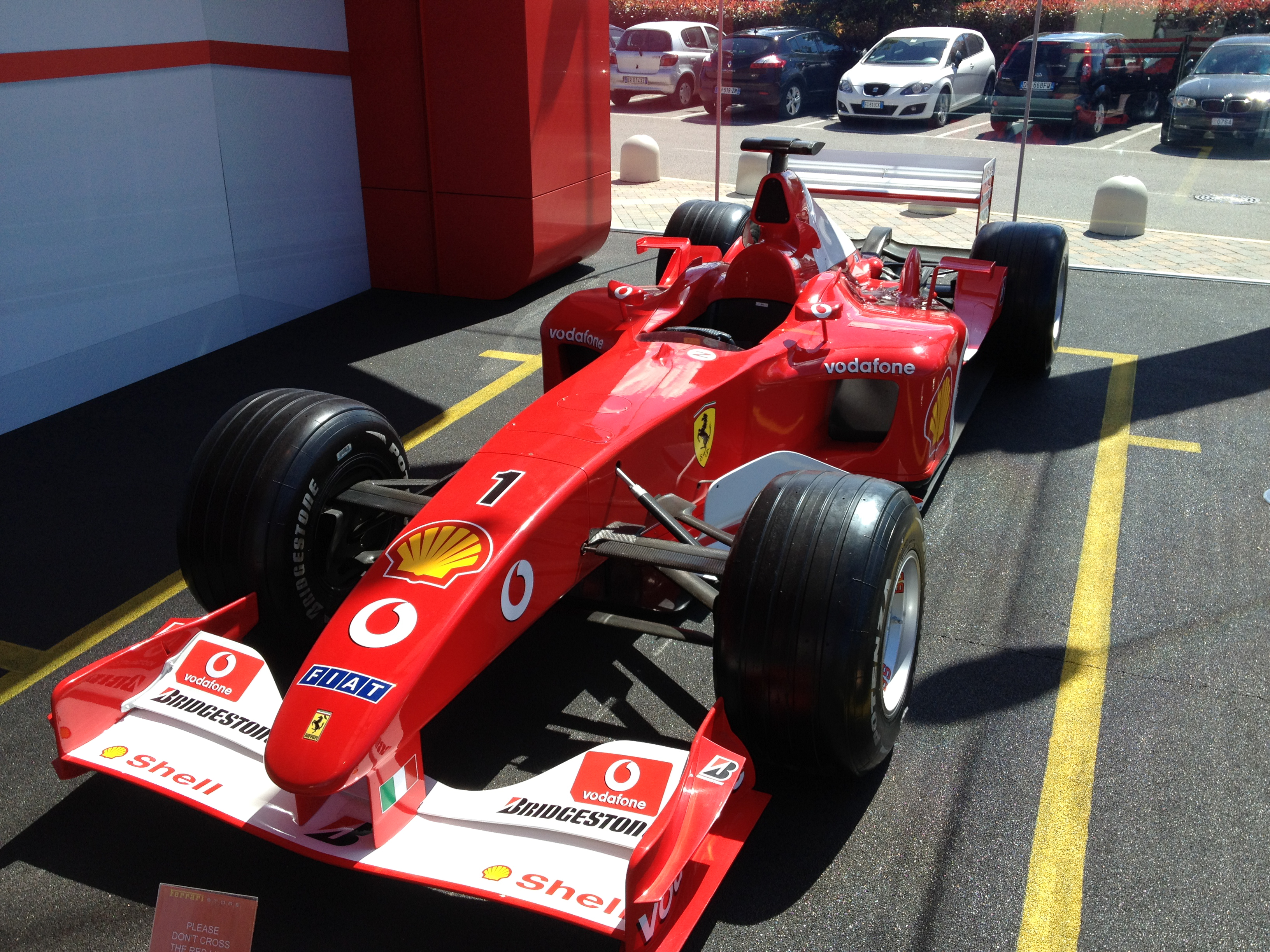
La Ferrari F2002 de Michael Schumacher au Ferrari store de Serravalle Scrivia, en Italie.

| Saison | Écurie                    | Moteur               | Pneus       | Pilotes            | Courses | Courses | Courses | Courses | Courses | Courses | Courses | Courses | Courses | Courses | Courses | Courses | Courses | Courses | Courses | Courses | Courses | Points inscrits | Classement |
| Saison | Écurie                    | Moteur               | Pneus       | Pilotes            | 1       | 2       | 3       | 4       | 5       | 6       | 7       | 8       | 9       | 10      | 11      | 12      | 13      | 14      | 15      | 16      | 17      | Points inscrits | Classement |
| ------ | ------------------------- | -------------------- | ----------- | ------------------ | ------- | ------- | ------- | ------- | ------- | ------- | ------- | ------- | ------- | ------- | ------- | ------- | ------- | ------- | ------- | ------- | ------- | --------------- | ---------- |
| 2002   | Scuderia Ferrari Marlboro | Ferrari Type 051 V10 | Bridgestone |                    | AUS     | MAL     | BRÉ     | SMR     | ESP     | AUT     | MON     | CAN     | EUR     | GBR     | FRA     | ALL     | HON     | BEL     | ITA     | USA     | JAP     | 221*            | Champion   |
| 2002   | Scuderia Ferrari Marlboro | Ferrari Type 051 V10 | Bridgestone | Michael Schumacher |         |         | 1er     | 1er     | 1er     | 1er     | 2e      | 1er     | 2e      | 1er     | 1er     | 1er     | 2e      | 1er     | 2e      | 2e      | 1er     | 221*            | Champion   |
| 2002   | Scuderia Ferrari Marlboro | Ferrari Type 051 V10 | Bridgestone | Rubens Barrichello |         |         |         | 2e      | Np      | 2e      | 7e      | 3e      | 1er     | 2e      | Np      | 4e      | 1er     | 2e      | 1er     | 1er     | 2e      | 221*            | Champion   |
| 2003   | Scuderia Ferrari Marlboro | Ferrari Type 051 V10 | Bridgestone |                    | AUS     | MAL     | BRÉ     | SMR     | ESP     | AUT     | MON     | CAN     | EUR     | FRA     | GBR     | ALL     | HON     | ITA     | USA     | JAP     |         | 158**           | Champion   |
| 2003   | Scuderia Ferrari Marlboro | Ferrari Type 051 V10 | Bridgestone | Michael Schumacher | 4e      | 6e      | Abd     | 1er     |         |         |         |         |         |         |         |         |         |         |         |         |         | 158**           | Champion   |
| 2003   | Scuderia Ferrari Marlboro | Ferrari Type 051 V10 | Bridgestone | Rubens Barrichello | Abd     | 2e      | Abd     | 3e      |         |         |         |         |         |         |         |         |         |         |         |         |         | 158**           | Champion   |

Légende : ici 
- * 14 points marqués avec la Ferrari F2001
- ** 126 points marqués avec la Ferrari F2003-GA